# Charles Elmer
Pour les articles homonymes, voir Elmer.
Charles Wesley Elmer (1872-1954) est le fondateur avec l'astronome Richard Scott Perkin de la compagnie PerkinElmer.
Charles Elmer a un cratère sur la Lune à son nom : le cratère Elmer ainsi qu'un astéroïde : (2493) Elmer.